# Bert van Marwijk

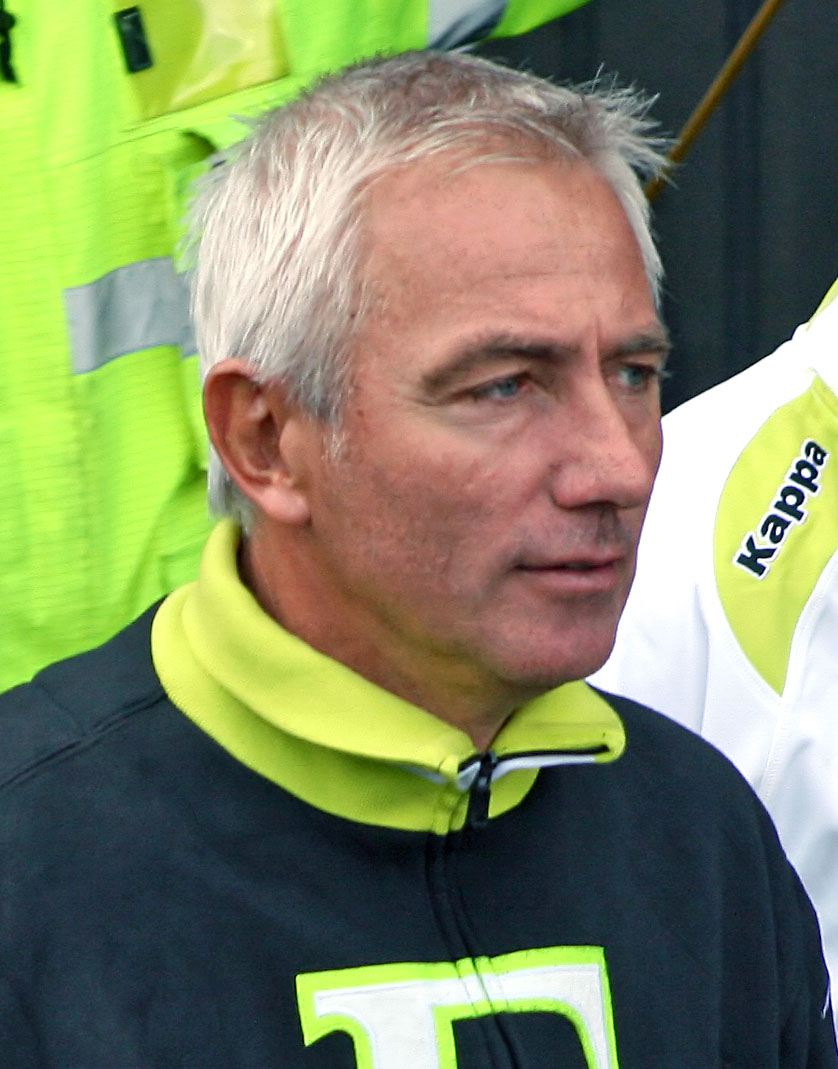
Bert van Marwijk

Lambertus van Marwijk (* 19. května 1952, Deventer, Nizozemsko), známý jako Bert van Marwijk, je bývalý nizozemský fotbalový záložník a současný fotbalový trenér. Za nizozemskou seniorskou reprezentaci odehrál ve své kariéře jeden zápas, později ji vedl právě jako trenér.
Od března 2019 vedl reprezentaci Spojených arabských emirátů.

## Klubová kariéra
V Nizozemsku hrál profesionálně za kluby Go Ahead Eagles (1969–1975), AZ Alkmaar (1975–1978), MVV Maastricht (1978–1986), Fortuna Sittard (1986–1987) a FC Assent (1987–1988).
S Alkmaarem vyhrál v sezóně 1977/78 nizozemský fotbalový pohár a s Maastrichtem v sezóně 1983/84 nizozemskou druhou ligu Eerstedivisie.

## Reprezentační kariéra
V nizozemském reprezentačním A-mužstvu odehrál jediné střetnutí, na které ho povolal kouč Rinus Michels. Šlo o přátelský zápas 30. května 1975 v Bělehradu proti domácí Jugoslávii, který Nizozemci prohráli 0:3. Van Marwijk odehrál první poločas.

## Trenérská kariéra
Začínal v malém nizozemském klubu Fortuna Sittard, který dovedl do finále nizozemského fotbalového poháru v sezóně 1998/99. Poté převzal slavný Feyenoord, s nímž vyhrál Pohár UEFA 2001/02 (výhra 3:2 ve finále nad německou Borussií Dortmund). A právě Borussia se později zajímala o jeho služby. Od července 2004 se stal trenérem A-týmu Dortmundu. Po necelých dvou a půl letech stagnace ve středu tabulky německé Bundesligy jej 18. prosince 2006 klub propustil a nahradil Jürgenem Röberem. V červnu 2007 se Van Marwijk vrátil do Feyenoordu, s nímž vyhrál v sezóně 2007/08 nizozemský fotbalový pohár (výhra 2:0 ve finále nad týmem Roda JC Kerkrade).

### Nizozemská fotbalová reprezentace
Van Marwijk převzal nizozemské národní mužstvo po Marco van Bastenovi po Mistrovství Evropy 2008 v Rakousku a Švýcarsku.
Na Mistrovství světa 2010 v Jihoafrické republice dovedl svůj tým do finále proti Španělsku, které Nizozemsko prohrálo 0:1 po prodloužení. Zisk stříbrných medailí byl úspěchem.
Van Marwijk vedl nizozemský národní tým i na Mistrovství Evropy 2012 v Polsku a na Ukrajině, kde Nizozemsko prohrálo v základní skupině B všechny tři zápasy (v tzv. „skupině smrti“ postupně 0:1 s Dánskem, 1:2 s Německem a 1:2 s Portugalskem) a skončilo na posledním místě. Po tomto neúspěchu 27. června 2012 rezignoval na svůj post.